# Pátá vlna
Pátá vlna (v anglickém originále The 5th Wave) je dobrodružný thriller film natočený podle knihy Ricka Yanceyho Pátá vlna. Hlavní hrdinkou je Cassie Sullivan, která přežila první 4 vlny a snaží se najít svého bratra. Ve snímku hrají Chloë Grace Moretz, Nick Robinson, Ron Livingston, Maggie Siff, Alex Roe, Maria Bello, Maika Monroe a Liev Schreiber.
Film byl uveden do kin ve Spojených státech amerických 15. ledna 2016 a v České republice 14. dubna 2016. Získal negativní ohlasy od kritiků, přesto utržil přes 110 milionů dolarů. Jeho rozpočet byl 35 milionů dolarů.

## Obsazení
| Chloë Moretzová | Cassie Sullivanová  |
| Nick Robinson   | Ben Parish / Zombie |
| Ron Livingston  | Oliver Sullivan     |
| Maggie Siff     | Lisa Sullivan       |
| Alex Roe        | Evan Walker         |
| Maria Bello     | seržantka Rezniková |
| Maika Monroe    | Ringer              |
| Liev Schreiber  | velitel Vosch       |
| Tony Revolori   | Sammy Sullivan      |
| Zackary Arthur  | Dumbo               |
| Talitha Bateman | Teacup              |

## Děj
Mimozemská civilizace (nazývaná též Druzí nebo Cizí) má v úmyslu získat Zemi. První vlnou vyřadili všechny stroje, elektroniku a tekoucí vodu a vrátili tak lidstvo do 18. století. Druhá vlna zničila všechna pobřežní města obrovskou vlnou tsunami. Třetí vlna přišla v podobě nákazy, kterou roznášeli ptáci. Při Čtvrté vlně začali Jiní vstupovat do lidí a zabíjet poslední přeživší. Teď se blíží Pátá vlna a nikdo neví, kdy a v jaké podobě přijde. Film sleduje příběh Cassie, jejíž matka zemřela na nákazu, otec byl zastřelen Jinými a její bratr je pohřešovaný. Cassie je rozhodnutá udělat cokoli, aby ho našla a ochránila. Při jeho hledání však potká tajemného Evana Walkera. Cassie si tedy musí vybrat mezi důvěrou a beznadějí, životem a smrtí.

## Produkce
V březnu 2012 zakoupila společnost Columbia Pictures filmová práva na trilogii s Grahamem Kingem a Tobey Maguirem jako producenty. V dubnu 2014 bylo oznámeno, že Chloë Moretz si zahraje roli Cassie Sulivan a že režisérem bude J Blakeson a scénář napíše Susannah Grant. V červnu se připojili Nick Robinson, Alex Roe a Liev Schreiber. Následující měsíce byla oznámena další jména. Natáčení začalo v říjnu 2014 v Atlantě v Georgii a skončilo v lednu 2015.

## Přijetí
Film vydělal 34,9 milionů dolarů v Severní Americe a 75 milionů dolarů v ostatních oblastech, celkově tak vydělal 109,9 milionů dolarů po celém světě. Rozpočet filmu činil 38 milionů dolarů. V Severní Americe byl oficiálně uveden 22. ledna 2016, společně s filmy Děda je lotr a The Boy. Za první víkend docílil šesté nejvyšší návštěvnosti, kdy vydělal 10,3 milionů dolarů.
Film získal většinou negativní reakce od kritiků. Na recenzní stránce Rotten Tomatoes získal ze 118 započtených recenzí 16 procent s průměrným ratingem 4,2 bodů z deseti. Na serveru Metacritic snímek získal ze 30 recenzí 33 bodů ze sta. Na Česko-Slovenské filmové databázi snímek získal 49%.